# Кучибогвак (национальный парк)
Национальный парк Кучибогвак (англ. Kouchibouguac National Park
, фр.  Parc national de Kouchibouguac) — национальный парк Канады, основанный в 1969 году в провинции Нью-Брансуик.  В переводе с языка микмаков, Кучибогвак значит «Река длинных приливов и отливов».

## Физико-географические характеристики
Парк площадью  239 км² находится на восточном побережье Нью-Брансуика над проливом Нортамберленд частью Залива Святого Лаврентия.
Самая высокая точка парка — 30 м над уровнем моря.
- лесов: 13 407 гектаров (54% площади парка)
- торфяных болот: 4970 гектаров (21%)
- "широках" устьев рек: 4275 гектаров (18%)
- солёных болот: 688 гектаров (3%)
- островов: 495 гектаров (2%)
- пресноводных местообитаний: (1%)[2]

В парке 3 реки:
- Река Чёрная (англ. Black River )
- Река Кучибогвак (англ. Kouchibouguac River)
- Река Сент-Льюис (англ. Saint-Louis River)

Климат на территории парка влажный континентальный. За исключением марта и апреля, преобладают юго-западные ветра со средней скоростью в районе 22 км/ч. Среднее количество осадков, выпадаемых в виде дождя составляет 795 мм, в виде снега — 184 см. Среднегодовая температура 4,8 °C. Средняя дневная температура июля составляет 19,1 °C, января — 9,1 °C. Погода в парке солнечная, только 2 дня из 10 совсем без солнца. Меньше всего солнца в промежутке с ноября по январь.

## Обитатели парка
На территории парка произрастает около 700 видов растений. К редким растениям относятся горец щавелелистный (Polygonum lapathifolium), щавель приморский (Rumex maritimus), астра (Aster laurentianus), ладанник приморский (Lechea maritima), южный тайник (Listera australis), (Distichlis spicata), молочай (Euphorbia polygonifolia), лужница (Limosella australis), пузырчатка (Utricularia geminiscapa).
На территории парка обитает более 200 видов птиц — лесных, болотных, водоплавающих, прибрежных, в том числе: выпь, ибис, чёрный и американский дрозд, баклан, чайка, белая цапля, сойка, жаворонок, дятел, несколько разновидностей гусей и уток, одних воробьёв — более 14 разновидностей. В парке находится вторая по величине в Северной Америке колония крачек. В песчаных дюнах обитает редкий желтоногий зуёк.
В реках и прибрежных водах обитает более 30 видов рыбы, в том числе: атлантический лосось, камбала, угорь, сельдь, мойва, чукучан, плотва, несколько разновидностей колюшки. Наиболее распространён полосатый окунь, который мечет икру в эстуариях рек.
Млекопитающие представлены 55 видами, в том числе: чёрный медведь, бобёр, рысь, койот, выдра, дикобраз, лисица, куница, олень и американский лось. В зоне песчаных дюн, вытянувшихся на 25 километров вдоль побережья, находятся колонии обыкновенного и длинномордого тюленей. 
|                 |                 |                               |
| Желтоногий зуёк | Полярная крачка | Бакланы и большая белая цапля |